# Gerhard Wehlitz
Gerhard Wehlitz (født 4. august 1922 i Dollerødmark, død 5. marts 2003 i Kappel) var en sydslesvigsk lærer og politiker. 
Gerhard Wehlitz blev student i 1939. Han var indkaldt til tysk krigstjeneste 1940-1945 og tog derefter lærereksamen fra seminariet (Pädagogische Hochschule) i Kiel og blev ansat som lærer ved Dansk Skoleforening for Sydslesvig. Lærer i Slesvig by 1948-1951. Efter kort tid som skoleleder i Isted blev han skoleinspektør på Kaj Munk-Skolen i Kappel 1958-1989.
Gerhard Wehlitz var søn af skoleinspektør Paul Wehlitz (død 1962) og hustru Cæcilie, f. Andersen. Han var gift med Anni W., født Larsen 11. februar 1924 i Gosefeld ved Egernførde; hun døde i 2021.
Han var næstformand og derefter formand for Sydslesvigs danske Ungdomsforeninger (SdU) 1956-59. Han var byrådsmedlem i Kappel 1959-1974 og 1978-1990 og var landsformand for Sydslesvigsk Vælgerforening (SSW) 1975-1989. Derudover har han bl.a. været kredsdagsmedlem 1966-1990 i Flensborg-Slesvig amt og medlem af bestyrelsen for Rønshoved Højskole, i en periode formand. I flere omgange medlem af Sydslesvigsk Forenings (SSF) hovedstyrelse. I 1978 modtog han den tyske Freiherr vom Stein-medalje.